# Morti nel 1560
| Questa pagina contiene informazioni ricavate automaticamente dalle voci biografiche con l'ausilio del template Bio e di un bot. L'aggiornamento è periodico e automatico e ricostruisce completamente la pagina. Se manca una persona in questa lista, sei pregato di non aggiungerla, ma accertati piuttosto che la sua voce biografica contenga il template Bio e che i dati anagrafici siano correttamente compilati. Se il template Bio manca, inseriscilo tu stesso o, in alternativa, metti l'avviso {{tmp\|Bio}} che ne segnala la mancanza. Se i dati riportati sono sbagliati, correggi direttamente la voce biografica; le modifiche saranno visibili in questa lista entro pochi giorni. Per chiarimenti vedi il progetto biografie. La lista contiene solo le 81 persone che sono citate nell'enciclopedia e per le quali è stato implementato correttamente il template Bio. Pagina aggiornata al 18 giu 2025. |

## Gennaio(3)
- 1º gennaio - Joachim du Bellay, poeta e umanista francese (n. 1522)
- 3 gennaio - Lelio Capilupi, poeta e scrittore italiano (n. 1497)
- 8 gennaio - Jan Łaski, teologo polacco (n. 1499)

## Febbraio(6)
- 7 febbraio - Baccio Bandinelli, scultore e pittore italiano (n. 1488)
- 11 febbraio - Beltrán de la Cueva, politico e diplomatico spagnolo (n. 1478)
- 11 febbraio - Juan de Salazar, militare e esploratore spagnolo (n. 1508)
- 14 febbraio - Filippo I di Pomerania, duca tedesco (n. 1515)
- 16 febbraio - Jean du Bellay, cardinale, vescovo cattolico e diplomatico francese (n. 1492)
- 18 febbraio - Giacomo Bonelli, religioso italiano

## Marzo(3)
- 3 marzo - Cristoforo Sabbadino, ingegnere italiano (n. 1489)
- 5 marzo - Pedro Pacheco Ladrón de Guevara, cardinale e vescovo cattolico spagnolo (n. 1488)
- 23 marzo - Giovanni Bressani, poeta e umanista italiano (n. 1489)

## Aprile(3)
- 19 aprile - Filippo Melantone, umanista, teologo e astrologo tedesco (n. 1497)
- 21 aprile - Gabriel Mudaeus, giurista e docente fiammingo (n. 1500)
- 28 aprile - Andrea Moroni, architetto italiano

## Giugno(4)
- 6 giugno - Virginio Ariosto, scrittore e religioso italiano (n. 1509)
- 11 giugno - Maria di Guisa, nobildonna francese (n. 1515)
- 11 giugno - Sakuma Morishige, militare giapponese
- 12 giugno - Imagawa Yoshimoto, militare giapponese (n. 1519)

## Luglio(2)
- 8 luglio - Chōsokabe Kunichika, militare giapponese (n. 1503)
- 16 luglio - Girolamo Beccadelli di Bologna, vescovo cattolico italiano

## Agosto(6)
- 4 agosto - Maeda Toshimasa, militare giapponese
- 7 agosto - Anastasija Romanovna Zachar'ina, russa (n. 1530)
- 12 agosto - Diomede Carafa, cardinale e vescovo cattolico italiano (n. 1492)
- 14 agosto - Francesco Taverna, I conte di Landriano, politico e diplomatico italiano (n. 1488)
- 17 agosto - Braccio Martelli, vescovo cattolico italiano (n. 1501)
- 20 agosto - Bertoldo Farnese, condottiero italiano (n. 1516)

## Settembre(8)
- 8 settembre - Amy Robsart, nobile inglese (n. 1532)
- 12 settembre - Giovanni Battista Modio, medico, filosofo e scrittore italiano
- 14 settembre - Anton Fugger, banchiere e mercante tedesco (n. 1493)
- 14 settembre - Simone II Ventimiglia, nobile, politico e militare italiano (n. 1529)
- 16 settembre - Gian Luigi Pascale, editore, traduttore e religioso italiano
- 25 settembre - Francis Talbot, V conte di Shrewsbury, nobile inglese (n. 1500)
- 29 settembre - Gustavo I di Svezia, sovrano (n. 1496)
- 30 settembre - Melchor Cano, teologo, filosofo e vescovo cattolico spagnolo (n. 1509)

## Ottobre(1)
- 28 ottobre - Domenico Giunti, architetto, pittore e ingegnere italiano (n. 1505)

## Novembre(6)
- 3 novembre - Francesco Aleandro, arcivescovo cattolico italiano
- 4 novembre - Guillaume du Choul, antiquario, umanista e numismatico francese
- 7 novembre - Petrus Lotichius Secundus, umanista e poeta tedesco (n. 1528)
- 10 novembre - Ippolito Boiardo, nobile
- 15 novembre - Domingo de Soto, presbitero, filosofo e teologo spagnolo (n. 1494)
- 25 novembre - Andrea Doria, ammiraglio, politico e nobile italiano (n. 1466)

## Dicembre(3)
- 4 dicembre - Jean Bertrand, cardinale francese (n. 1482)
- 5 dicembre - Francesco II di Francia, re (n. 1544)
- 7 dicembre - Ernesto di Baviera, nobile tedesco (n. 1500)

## Senza giorno specificato(36)
- Aleksej Fëdorovič Adašev, politico russo
- Caspar Aquila, teologo tedesco (n. 1488)
- Gian Giacomo Adria, medico, umanista e storiografo italiano
- Heinrich Aldegrever, pittore, orafo e incisore tedesco (n. 1502)
- Antonio Badile, pittore italiano
- Jean du Barry, militare francese
- Angelo Bragadin, vescovo cattolico italiano
- Giangirolamo Castiglioni, nobile e condottiero italiano
- Marcantonio Ceccaldi, scrittore, storico e politico italiano (n. 1521)
- Jean Cousin il Vecchio, pittore, incisore e scultore francese (n. 1490)
- Dodo Kuranosuke, militare giapponese
- Antonio Filonardi, vescovo cattolico italiano (n. 1490)
- Giandomenico Gagini, scultore italiano (n. 1503)
- Giacomo Daino, giurista e archivista italiano
- Guidobaldo Gondi, banchiere italiano (n. 1486)
- Ippolito Gonzaga, condottiero italiano
- Gian Girolamo Grandi, scultore italiano (n. 1508)
- Isabella Boschetti, nobile italiano (n. 1500)
- Sante Lombardo, scultore e architetto italiano (n. 1504)
- Jan Mandijn, pittore fiammingo (n. 1502)
- Camillo Mantuano, vescovo cattolico italiano
- Sébastien di Montfalcon, vescovo cattolico svizzero (n. 1489)
- Gian Paolo Pace, pittore italiano (n. 1528)
- Mansur Shah II di Pahang, sovrano malese
- Silverio Petrucci, vescovo cattolico italiano
- Alvise Priuli, nobile italiano
- Stańczyk, giullare polacco (n. 1480)
- Francesca Trivulzio, nobildonna italiana
- Cesare Turco, pittore italiano (n. 1510)
- Francesco Vecellio, pittore italiano
- Giano Vitale, teologo e poeta italiano (n. 1485)
- Xu Zhonglin, scrittore cinese
- Agustín de Zárate, storico spagnolo (n. 1514)
- Jean-François de La Rocque de Roberval, militare e nobile francese
- Juan de Moncada y de Tolça, nobile, politico e militare spagnolo
- Camillo della Volpaia, orologiaio italiano (n. 1484)